# 章英明
章英明（1912年3月23日—2011年4月24日），出生于江苏常州，日本华人，京剧票友。
1921年上海澄衷学堂住读，得名票李白水的指导。1927年入上海青年会票房跟随名琴师王增禄学习京二胡。1931年又得名教师关鸿宾所授，以后专为名票友操二胡。1938年去香港，与名教师名票友李重民，刘沅沂，曾世骏等活跃于香港票界。1944年与名媛北平李丽结婚，李丽拜梅兰芳先生为师，家中延聘魏连芳，李桂芬，朱琴心，华传浩，赵仲安等十余人为长年教师。1950年去日本加入东京票房，并被推为票房社长。
一直致力于京剧艺术在日本的传播，先后举行大规模彩排公演数十次。在此期间所有去日本公演之京剧团体皆受接待。1983年被聘为日中艺协顾问并邀请梅葆玖剧团去日本公演。1991年1月与李海天，隋振彪等再创立横滨票房并任顾问。同年3月在上海举行了主题为“中国京剧在日本”的盛大报告会，以俞振飞为首的上海京昆界数十位名人出席。